# Xã Baroda, Michigan
Xã Baroda (tiếng Anh: Baroda Township) là một xã thuộc quận Berrien, tiểu bang Michigan, Hoa Kỳ. Năm 2010, dân số của xã này là 2.801 người.